# Patrocinio Sánchez Montes de Oca
Patrocinio Sánchez Montes de Oca (Quibdó, Siglo XX) es un abogado y político colombiano, que se desempeñó como Gobernador del Departamento de Chocó entre 2008 y 2010.

## Biografía
Nació en Quibdó, capital del Departamento de Chocó, hijo de los diputados liberales Rafael Sánchez Hinestroza y Luz Marina Montes de Oca. Tiene seis hermanos, entre ellos Astrid y Odín Sánchez Montes de Oca, ambos que ocuparon puestos en el Congreso Nacional de Colombia. Estudió Derecho en la Universidad Libre de Colombia.
Comenzó su carrera como gerente departamental de Telecom en Chocó (1995-1997). En las elecciones regionales de 2000 se presentó como candidato a la Alcaldía de Quibdó por el Partido Liberal, resultando elegido para el mandato 2001-2003.
En las elecciones regionales de 2007 se presentó como candidato a la Gobernación de Chocó, esta vez por el Partido de la U, resultando elegido con 45.338 votos, equivalentes al 38,68% del total. Sin embargo, su mandato se vio truncado cuando, en marzo de 2010, la Corte Suprema de Justicia lo encontró culpable de peculado, al haber ordenado dos veces el pago de la prestación de un servicio de salud durante su mandato como Alcalde. Por estos hechos, fue condenado a 18 meses de prisión y de inhabilidad para ejercer cargos públicos. Aunque podría haber retornado al cargo, en octubre de 2011 renunció a la Gobernación.
En 2013 fue secuestrado por la guerrilla Ejército de Liberación Nacional mientras se desplazaba por una vía rural en el municipio de El Atrato. Estuvo secuestrado dos años y medio antes de que en abril de 2016 fuera canjeado por su hermano Odín, debido a su grave estado de salud. Odín fue liberado en febrero de 2017.
Aunque en las elecciones de 2015 habían apoyado al Gobernador Johanny Palacios Mosquera, quien les había entregado varias secretarías departamentales, el pacto se rompió antes de las elecciones regionales de 2019, en las que, al no haber logrado el aval del Partido Liberal, el Partido de la U ni el Partido Cambio Radical, se presentó por la Alianza Democrática Afrodescendiente, quedando en segundo lugar con 64.484 votos, equivalentes al 37,22% del total.
En las elecciones regionales de 2023 se volvió a presentar a la Gobernación de Chocó, esta vez como candidato de una coalición conformada por el Partido de la U, el Partido Cambio Radical, La Fuerza de la Paz, el Partido MIRA, la Alianza Social Independiente y el Partido Demócrata. Aunque se le daba como máximo favorito para ganar el puesto, volvió a quedar en segunda casilla, al haber obtenido 94.433 votos, equivalentes al 45,73% del total.